# La bestia in calore
La bestia in calore és una pel·lícula italiana de nazisploitation del 1977 protagonitzada per Macha Magall, i dirigida, escrita i editada per Luigi Batzella.

## Trama
Una bella però nefasta oficial mèdica de les SS Ellen Kratsch (Magall) crea un íncube genètic, com una bèstia humana mutant (Baccaro) en un castell de l'Europa ocupada. La bèstia és una dimonia sexual rapaç i que utilitza per torturar i molestar a les presoneres com a part d'un nou experiment mèdic. La bèstia nana es manté amb una dieta de mega-afrodisíacs. A més de la bèstia, mentre els nazis lluiten contra una insurrecció local, els homes i les dones captius són despullats i obligats a suportar diverses tortures i interrogatoris, incloses les descàrregues elèctriques, la violació sistemàtica per la bèstia, arrencament d'ungles, castració i pallisses. Durant el clímax de la pel·lícula, els partisans ataquen el castell i Kratsch és lliurada a la bèstia en venjança.

## Repartiment
- Macha Magall - Dr. Ellen Kratsch
- Gino Turini - Drago (com John Brawn)
- Edilio Kim - Capt. Hardinghauser (com Kim Gatti)
- Xiro Papas - Lupo (com Xiros Papas)
- Brad Harris - Don Lorenzo
- Salvatore Baccaro as The Beast (com Sal Boris)

## Producció
La majoria, si no totes, de les escenes de batalla que mostren partisans atacant els alemanys van ser extretes d'una pel·lícula de guerra anterior dirigida per Batzella, Quando suona la campana.

## Estil
La bestia in calore formava part d'un subgènere de pel·lícules d'explotació creades a principis dels anys 70 anomenat nazisploitation. Aquestes pel·lícules eren produïda principalment als Estats Units i Itàlia. Entre les pel·lícules, especialment les produïdes a Itàlia, com ara Elsa Fräulein SS, L'ultima orgia del III Reich i La bestia in calore sovint inclouen escenes pornogràfiques, però l'autor Michael D. Richardson les va descriure com potser "millor classificades com a pel·lícules de terror, donada la violència excessiva i gràfica que dominava la pantalla."

## Estrena
La pel·lícula va ser aprovada pels censors italians el 10 de juny de 1977. Juntament amb l'altra pel·lícula de temàtica nazi de Batzella Kaput Lager - Gli ultimi giorni delle SS, la pel·lícula es va estrenar el 1977. L'estrena a les sales de la pel·lícula als Estats Units va ser molt editada. La pel·lícula s'ha estrenat amb els títols SS Hell Camp, SS Experiment Part 2 i Horrifying Experiments of SS Last Days.

## Recepció
Tim Lucas va escriure a Sight & Sound que la pel·lícula era "tan reprovable que no hi ha un sol nom real associat amb ella", assenyalant el director Paolo Solvay acreditat com Ivan Kathansky i que la pel·lícula "no té res tan impressionant a oferir com el tors prodigiosament dotat de Dyanne Thorne a la sèrie de camps de concentració "Ilsa", de manera que la seva copa s'aboca amb caos. La mà d'una dona està enganxada. a una taula, coberta de sang, mentre un torturador nazi utilitza unes pinces per arrencar una ungla rere una altra." Danny Shipka, autor de Perverse Titilation, un llibre sobre el cinema d'explotació europeu, va descriure la pel·lícula com un "patchwork de mala edició, mala interpretació i idees argumentals divertides, totes dissenyades per entretenir."